# Heinz Pol
Heinz Pol (eigentlich: Heinz Pollack; geboren 6. Januar 1901 in Berlin; gestorben 13. Oktober 1972 in New Milford, Connecticut) war ein deutscher Journalist, Schriftsteller und Filmkritiker.

## Leben und Wirken
Heinz Pollack wurde nach satirischen Veröffentlichungen von der Berliner Universität relegiert. Er war von 1923 bis 1931 zunächst Volontär und dann Redakteur bei der Vossischen Zeitung. Ab 1922 schrieb er auch für die Zeitschriften Die literarische Welt und Die Weltbühne, auch unter dem Pseudonym Jakob Links.
Pol profilierte sich als eigenständiger linker Zeitkritiker. Er war „erster Filmkritiker“ der Vossischen Zeitung, was er auch als Möglichkeit politischer Einflussnahme sah. Ende der 20er Jahre trat er auch als Autor zeitpolitischer Romane hervor. Von 1924 bis 1933 war er mit Charlotte Aron (später Charlotte Beradt) verheiratet.
Im September 1931 schied Pol aus der Vossischen Zeitung aus und wurde Redakteur bei den von Willi Münzenberg herausgegebenen Publikationen Neue Monatszeitung und Die Welt am Abend. Nach Darstellung Pols hatte der Filmkonzern Ufa wegen kritischer Filmbesprechungen in der Vossischen Zeitung seine Inserate storniert und somit seinen Abschied von Ullstein provoziert. In der Weltbühne begründete Pol seinen Abschied in einem mehrseitigen Artikel und zitierte sich selbst aus einer Diskussion mit der Chefredaktion:
„Ich stelle also fest: man darf im Hause Ullstein nur so lange 'freie' Kritiken schreiben, wie es der Ufa gefällt. Oben in der Politik darf Herr Hugenberg als politischer Gegner bei jeder Gelegenheit angegriffen werden - für den Filmteil aber ist er der gute Geschäftsfreund des Hauses, also tabu. Unter diesen empörenden Umständen sehe ich mich gezwungen, meine Arbeit sofort niederzulegen (...).“ 
„Ullstein und Ufa“, in: Die Weltbühne, 29. September 1931, S. 477–482, hier S. 482.
Heinz Pol gehörte mit Georg Bernhard, Hugo Simon, Heinrich Mann, Rudolf Olden, Kurt Grossmann, Otto Lehmann-Rußbüldt und Harry Graf Kessler zu den Initiatoren des am 19. Februar 1933 veranstalteten Protestkundgebung  Das Freie Wort.
Nach dem Machtantritt der Nationalsozialisten setzte er sich im Juni 1933 nach Prag ab. Dort war er von Januar 1934 bis Juli 1935 Chefredakteur der satirischen Zeitschrift Simplicissimus und Mitarbeiter der Neuen Weltbühne. Im Juni 1934 beteiligte sich Pol mit neun Prozent am Verlag der Neuen Weltbühne, wobei ihm auch Ambitionen auf die Chefredaktion des Blattes nachgesagt wurden. Da die Übernahme der Zeitschrift fehlschlug, verkaufte er seinen Anteil im November 1935 wieder.
Wegen der zunehmenden sowjetischen Einflussnahme beendete Pol 1936 seine redaktionelle Tätigkeit in Prag. Er emigrierte nach Paris, wo er für den Pressedienst Mitropress und vor allem regelmäßig für die deutsche Exilzeitung Pariser Tageblatt schrieb.
1939 interniert, floh er im Mai 1940 nach New York. In den USA schrieb er Beiträge für verschiedene Zeitschriften wie The Nation, The New York Times und The New York Herald Tribune. Pol veröffentlichte auch Bücher, in denen er den Nationalsozialismus heftig kritisierte.
Er setzte seine journalistische Tätigkeit nach dem Ende des Zweiten Weltkriegs fort. Pol schrieb für zahlreiche europäische und auch deutsche Zeitungen wie die Frankfurter Rundschau und die Neue Ruhr Zeitung.
Pols Bruder Fritz Willy Pollak (1903–1963) emigrierte nach Palästina.

## Werke
- Entweder – oder. Ein politischer Roman. Schünemann, Bremen 1929:
- Patrioten. Ein politischer Roman. Agis Verlag, Berlin 1931
- Suicide of a Democracy. Ins Englische übersetzt von Heinz and Ruth Norden, Verlag Reynal & Hitchcock, New York 1940. (Heinz und Ruth Norden, waren Abkömmlinge einer in England lebenden jüdischen Familie. Norden wurde nach dem Krieg Chefredakteur des US - Besatzungs-Illustrierten Heute)
- The Hidden Enemy. The German threat to Post-war Peace. Verlag Messner, New York 1943
- Auslandsorganisation AO. Tatsachen aus Aktenberichten der 5. Kolonne. Brückenverlag, Linz/Österreich 1945. (Aus dem Vorwort Heinz Pol: Im Auftrag der Regierung der Vereinigten Staaten von Amerika geschrieben. Teil eines Aufklärungsprogramms über die nicht bekannten Tatsachen.)

## Einzelbelege
1. ↑  Walter F. Peterson, The Berlin Liberal Press in Exile: A History of the Pariser Tageblatt--Pariser Tageszeitung, 1933-1940. 287 S., Tübingen 1987, S. 34

| Personendaten    | Personendaten                                         |
| ---------------- | ----------------------------------------------------- |
| NAME             | Pol, Heinz                                            |
| ALTERNATIVNAMEN  | Pollack, Heinz (wirklicher Name)                      |
| KURZBESCHREIBUNG | deutscher Journalist, Schriftsteller und Filmkritiker |
| GEBURTSDATUM     | 6. Januar 1901                                        |
| GEBURTSORT       | Berlin                                                |
| STERBEDATUM      | 13. Oktober 1972                                      |
| STERBEORT        | New Milford                                           |